# Kristina Prokudina
Kristina Prokudina –en ruso, Кристина Прокудина– (13 de agosto de 1997) es una deportista rusa que compite en taekwondo. Ganó una medalla de bronce en el Campeonato Europeo de Taekwondo de 2021, en la categoría de –62 kg.

## Palmarés internacional
| Campeonato Europeo | Campeonato Europeo | Campeonato Europeo | Campeonato Europeo |
| Año                | Lugar              | Medalla            | Categoría          |
| ------------------ | ------------------ | ------------------ | ------------------ |
| 2021               | Sofía (Bulgaria)   | Medalla de bronce  | –62 kg             |